# Tundra y campos de hielo de las montañas de la costa del Pacífico
La tundra y los campos de hielo de las montañas de la costa pacífica (Pacific Coastal Mountain icefields and tundra) es una ecorregión terrestre norteamericana del tipo tundra del Fondo Mundial para la Naturaleza
</ref>

## Reparto
Esta ecorregión se extiende desde la península Kenai a lo largo del golfo de Alaska y de la frontera canadiense hasta el Sur de Alaska del Sureste. En Canadá, el extremo Suroeste del Yukon y una parte de la Columbia Británica contigua a la frontera de Alaska están incluidos en la ecorregión.

## Topografía
El paisaje de los campos de hielo de la tundra y de las montañas de la costa del Pacífico son parte de un contexto de altas montañas y de terreno accidentado. Desde el nivel del mar, el gradiente altitudinal es de 4 500 m. Las pronunciadas pendientes tienen por lo general más 7 grados y, a menudo superan los 20 grados. La mayor parte de los picos tienen entre 2.100 m y 3.050 m, algunos son superiores a 5000 m (como el monte Logan que se eleva hasta los 5959 m y el monte Peak a 5175 m). Los glaciares Hubbard, Seward y Malaspina forman parte de esta ecorregión

## Clima
Es difícil definir un retrato preciso del clima de la tundra y de los campos de hielo de los montes de la costa del Pacífico debido a la ausencia de medidas meteorológicas a largo plazo y de una gran variabilidad climática excesiva. 
Influido por el clima marítimo, los flancos oeste de las montañas de esta ecorregión pueden recibir hasta 7000 mm de precipitaciones anualmente. Sobre la vertiente canadiense, al este, por efecto de foehn, pueden no recibir más que 1000 mm anualmente. Según los datos grabados en la vertiente canadiense, la temperatura anual media es de −0,5 °C. La temperatura hivernal media es de −11,5 °C y la temperatura estival media es de 10 °C.

## Fauna

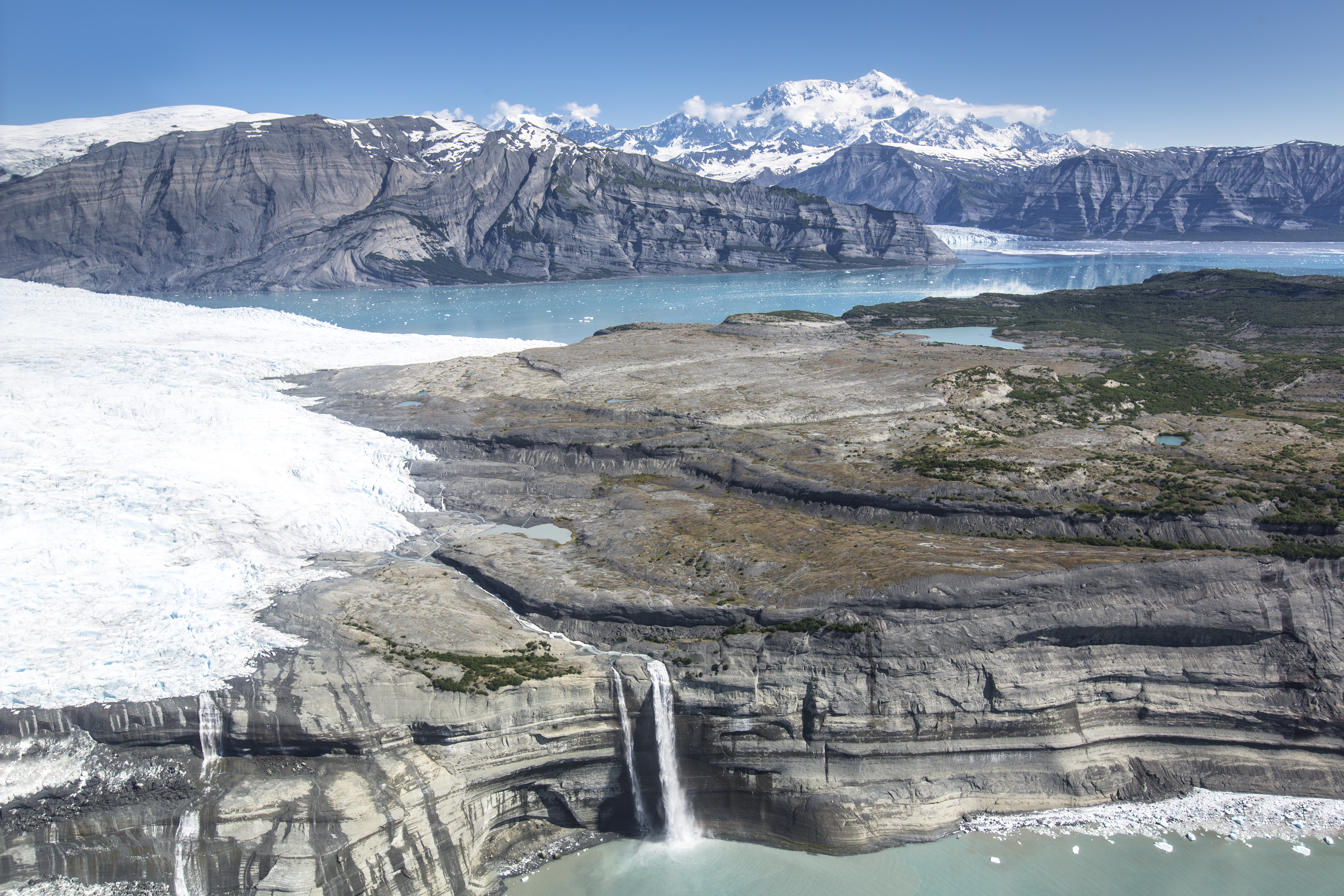
El glaciar Guyot, en Icy Bay, Alaska

Una gran parte de esta tundra está desprovista de vegetación debido a la presencia de glaciares, del rigor del clima y de un substrato edáfico insuficiente. Allí donde las condiciones permiten el establecimiento de la vegetación, ésta se compone de matojos de pequeño tamaño (camefitos) comprendiendo sobre todo Phyllodoce aleutica (Spreng.) A. Heller y otros Ericáceas (e.g. Cladothamnus pyroliflorus (= Elliottia pyroliflora (Bong.) S.w.Brim & P.F. Stevens). 
Las condiciones sobre las vertientes de poca altitud son más propicias y se encuentra una cubierta vegetal más diversificada. A medida que se baja, los árboles hacen su aparición con el abeto subalpino, la tsuga mertensiana y la Picea de Sitka.
Al pie de las vertientes, en la frontera con las ecorregiones vecinas, pueden encontrarse los bosques más densos donde se encuentra también la tsuga del oeste. En la península Kenai crece una vegetación de transición entre el bosque costero del Pacífico Norte y la taiga típica del interior de Alaska.

## Conservación
Se estima a esta ecorregión intacta en una proporción del 95 %.